# Levan Tskitishvili
Levan Tskitishvili (ლევან ცქიტიშვილი; Tbilisi, 10 ottobre 1976) è un ex calciatore georgiano, di ruolo centrocampista.

## Palmarès

### Club

#### Competizioni nazionali
- Campionato georgiano: 6

Dinamo Tbilisi: 1993-1994, 1994-1995, 1995-1996, 1996-1997, 1997-1998, 1998-1999
- Coppa di Georgia: 4

Dinamo Tbilisi: 1993-1994, 1994-1995, 1995-1996, 1996-1997
- Supercoppa di Georgia: 2

Dinamo Tbilisi: 1996, 1997
- Campionato tedesco di seconda divisione: 1

Friburgo: 2002-2003